# 313

313(삼백십삼)은 312보다 크고 314보다 작은 자연수다.

## 수학
- 65번째 소수(素數)다. 앞의 소수는 쌍둥이 소수인 311, 다음 소수는 317이다.
  - 11번째 회문 소수다. 앞의 회문 소수는 191, 다음은 353이다.
- 피타고라스 삼조의 빗변의 길이이다. ({\displaystyle 25^{2}+312^{2}=313^{2}})[a]
- {\displaystyle 313=12^{2}+13^{2}}
  - 13번째 중심있는 사각수로, 연속하는 두 자연수의 제곱합으로 나타낼 수 있다. 앞의 중심있는 사각수는 265, 다음은 365다.
- {\displaystyle 98^{3}-1}은 313으로 나누어떨어진다.

## 과학
- NGC 313(영어판): 물고기자리 방향에 있는 삼중성.

## 교통

### 철도
- 수도권 전철 3호선 백석역의 역번호.
- 부산 도시철도 3호선 덕천역의 역번호.
- 대구 도시철도 3호선 학정역의 역번호.

### 도로
- 고속도로 및 국도
  - 유럽 고속도로 313호선(영어판): 벨기에 안트베르펜에서 리에주까지 이어지는 유럽 고속도로.
  - 오토루트 313호선(프랑스어판): 프랑스의 고속도로.
  - 일본 313번 국도(일본어판): 히로시마현 후쿠야마시에서 돗토리현 도하쿠군 호쿠에이정까지 이어지는 일본의 국도.
- 기타 도로
  - 현도 제313호선

## 군사
- U-313(영어판): 제2차 세계 대전에 사용된 나치 독일의 군용 잠수함.

## 문화유산
- 대한민국의 국보 제313호: 강진 무위사 극락전 아미타여래삼존벽화
- 대한민국의 보물 제313호: 강진 월남사지 진각국사비
- 대한민국의 사적 제313호: 영주 순흥 벽화 고분

## 방송
- LG헬로비전의 소상공인시장TV 채널 번호.
- KT HCN의 KBS 키즈 채널 번호.

## 기타
- 날짜: 3월 13일
- 연도: 313년, 기원전 313년